# François-Louis Cailler
Pour les articles homonymes, voir Cailler.
François-Louis Cailler (11 juin 1796 à Vevey - † 6 avril 1852 à Corsier-sur-Vevey), l'un des pionniers du chocolat suisse, a fondé la fabrique de chocolat Cailler. Il est originaire de Daillens et Vevey.

## Filiation
Fils de François Louis, marié à Louise Albertine Perret, de Boudry, ils ont trois enfants, deux fils, Auguste et François-Alexandre qui reprendra plus tard l'affaire et une fille Fanny-Louise qui épousera un autre chocolatier Daniel Peter.

## Biographie
Cailler fait un apprentissage chez un épicier de Vevey, puis il séjourne en Italie du Nord où il découvre, lors d'une foire, les chocolatiers tessinois de Turin et s'initie à la fabrication du chocolat. Il travaillera pendant quatre ans à la fabrique de chocolat Caffarel de Turin.
En 1818, de retour à Vevey, il crée des machines pour ce qui devient en 1819 la première fabrique moderne de chocolat en Suisse : Chocolat Cailler. Il l'installe dans un ancien moulin au lieu-dit En Copet, sur la commune de Corsier-sur-Vevey.
Il fut le premier à proposer le chocolat sous forme de plaque.